# Мортка (река)
Мортка — река в России, протекает в Ханты-Мансийском автономном округе по территории Кондинского района. Впадает в реку Куму в 53 км от её устья по левому берегу. Длина — 81 км, площадь водосборного бассейна — 683 км². В 22 км от устья по правому берегу впадает река Вай.
| Средний расход воды (м³/с) реки Мортки по месяцам с 1979 по 1982 гг. (замеры производились на гидрологическом посту в районе пгт Мортка, в 67 км от устья) |

## Данные водного реестра
По данным государственного водного реестра России относится к Иртышскому бассейновому округу, водохозяйственный участок реки — Конда, речной подбассейн реки — Конда. Речной бассейн реки — Иртыш.
Код объекта в государственном водном реестре — 14010600112115300017433.